# Kullaträsket
Kullaträsket är en sjö på Ingarö i Värmdö kommun i Uppland och ingår i Norrström-Tyresåns kustområde. Sjön är 6,5 meter djup, har en yta på 0,201 kvadratkilometer och är belägen 20,4 meter över havet.

## Delavrinningsområde
Kullaträsket ingår i det delavrinningsområde (657401-697243) som SMHI kallar för Utloppet av Återvallsträsk. Medelhöjden är 34 meter över havet och ytan är 5,71 kvadratkilometer. Det finns inga avrinningsområden uppströms utan avrinningsområdet är högsta punkten. Avrinningsområdets utflöde mynnar i havet.